# Bühneneingang
Bühneneingang (Originaltitel: Stage Door) ist ein US-amerikanischer Spielfilm von Gregory La Cava aus dem Jahr 1937 mit Katharine Hepburn und Ginger Rogers. Als literarische Vorlage diente das gleichnamige Theaterstück von Edna Ferber und George Simon Kaufman.

## Handlung
Terry Randall, die aus wohlhabendem Hause stammt und sich gegen den Willen ihres Vaters für die Schauspielerei entschieden hat, zieht in ein New Yorker Wohnheim für Theaterleute. Mit ihrer hochnäsigen Art eckt sie bei den anderen Nachwuchsschauspielerinnen schnell an. Besonders ihre neue Zimmergenossin, die Tänzerin Jean Maitland, kann Terry von Anfang an nicht ausstehen. Die Einzige, die zu Terry hält, ist die alternde Schauspielerin Catherine Luther, die sich als ihre Mentorin versteht. Als der einflussreiche Theaterproduzent Anthony Powell Jean tanzen sieht, verlässt er Linda, seine Geliebte. Anschließend verschafft er Jean ein Engagement in einem Nachtclub und beginnt mit ihr auszugehen. Zwar hatte Jean zunächst keine romantischen Absichten Powell gegenüber, doch findet sie allmählich Gefallen an ihm.
Die allseits beliebte Kay Hamilton, die ein Jahr zuvor auf der Bühne sehr erfolgreich war und hervorragende Kritiken bekommen hat, hat seither kein neues Angebot erhalten und daher auch kein Geld verdienen können. Sie hofft darauf, in Powells neuestem Bühnenstück die Hauptrolle zu ergattern. Als sie endlich vor Powell vorsprechen darf, sagt dieser den Termin in letzter Minute ab. Aufgrund ihrer Enttäuschung und als Folge von Unterernährung bricht Kay in der Eingangshalle zusammen. Als sich Terry deswegen mit Powell anlegt und ihm Vorwürfe macht, beginnen ihre Kolleginnen sie in einem neuen Licht zu sehen.
Terrys Vater will indes Powells neues Stück finanzieren – jedoch nur unter der Bedingung, dass seine Tochter die Hauptrolle erhält. Powell lädt Terry daraufhin in sein Penthouse ein, um ihr sein Angebot zu unterbreiten. Als Jean dort plötzlich ebenfalls eintrifft, nutzt Terry die Gelegenheit, um Jean die Augen über den stets untreuen Powell zu öffnen. Terry gibt vor, Powell versuche sie zu verführen. Ihr Plan funktioniert zwar, führt jedoch auch zu neuen Spannungen im Wohnheim. Jean will erneut nichts mehr mit ihr zu tun haben, und Kay ist am Boden zerstört, als sie erfährt, dass Terry die Hauptrolle erhalten hat.
Terry ist jedoch während der Proben so schlecht, dass Powell seine Vereinbarung mit ihrem Vater rückgängig machen will. Kurz vor der Premiere begeht Kay aus Verzweiflung Selbstmord. Terry ist wie alle anderen bestürzt über die Nachricht. Sie will keinesfalls auftreten. Catherine meint jedoch, dass die Show in Gedenken an Kay weitergehen müsse. Terry tritt schließlich doch auf und liefert eine emotionale und tief bewegende Vorstellung. Das Stück wird ein Hit und Terry und Jean beschließen, ihr Kriegsbeil zu begraben.

## Hintergrund
Das gleichnamige Bühnenstück wurde am 22. Oktober 1936 im New Yorker Music Box Theater uraufgeführt, wo es 169 Mal mit Margaret Sullavan in der Hauptrolle gespielt wurde. Für die Leinwandadaption durch das Filmstudio RKO Pictures, das die Filmrechte für 125.000 Dollar erworben hatte, wurde ein Großteil der Handlung und der Dialoge umgeschrieben.

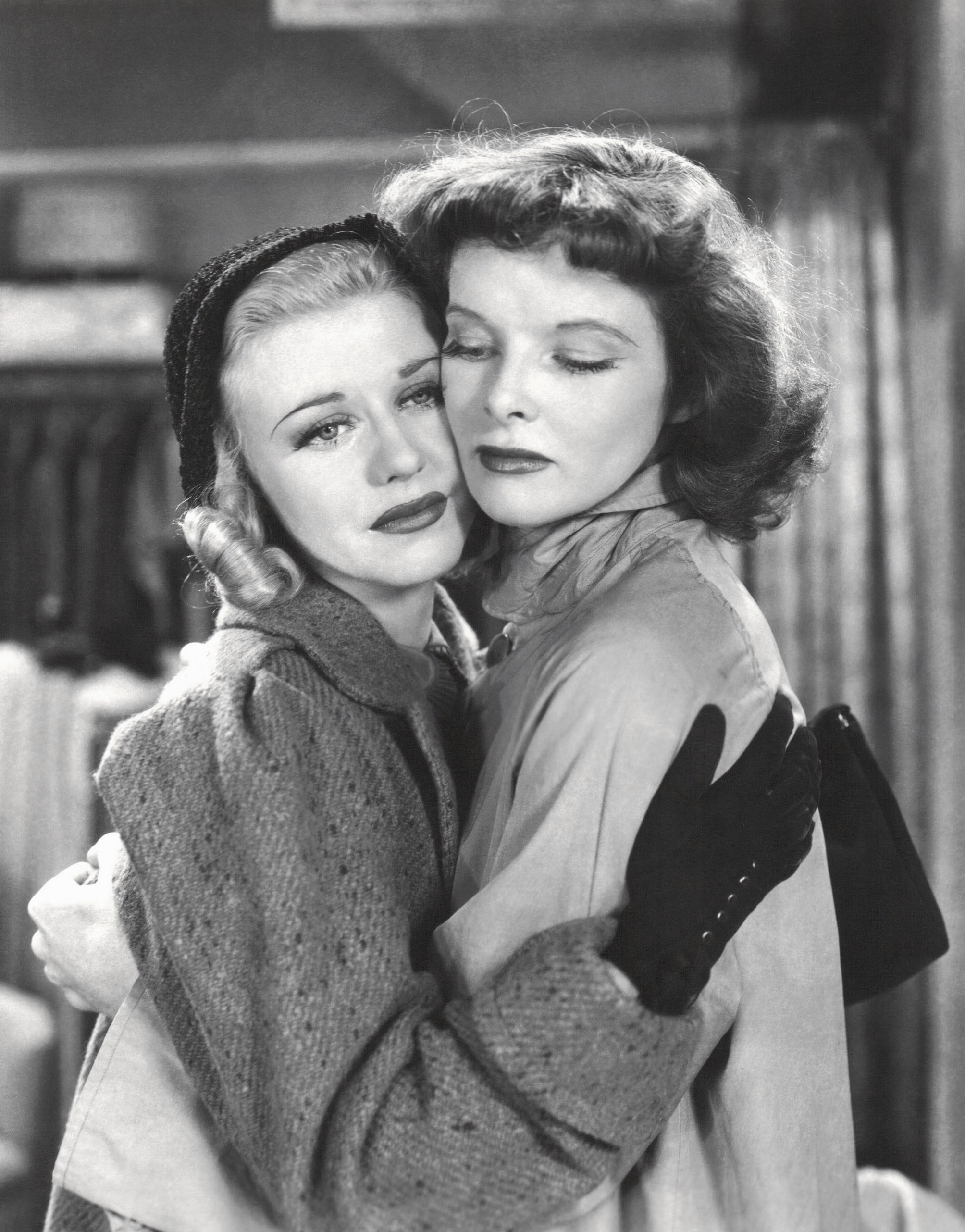
Ginger Rogers und Katharine Hepburn in einer Szene des Films (1937)

Regisseur Gregory La Cava, der zuvor mit Mein Mann Godfrey (1936) einen großen Erfolg verbuchen konnte, ließ bei Proben für Bühneneingang, unüblich für das Hollywood der 1930er Jahre, seine Darsteller improvisieren. Die daraus entstandenen Dialoge arbeiteten die Autoren Morrie Ryskind und Anthony Veiller in das Drehbuch ein. Laut der New York Times sei das Drehbuch sowohl witziger als auch dramatischer geworden als das Bühnenstück, habe jedoch im Gegensatz zum Stück auf satirische Seitenhiebe gegen die Filmindustrie in Hollywood verzichtet.
Ursprünglich war auch Douglas Fairbanks Jr. für die Rolle des Tony Powell im Gespräch, die letztlich Adolphe Menjou erhielt. Katharine Hepburn und Ginger Rogers waren seinerzeit die größten weiblichen Stars bei RKO. Sie in einem Film zu besetzen, galt als riskant, zumal Hepburn und Rogers sich privat nicht verstanden. Bei den Dreharbeiten kam es zwischen ihnen zu Spannungen am Set, was wiederum die Glaubwürdigkeit der Handlung begünstigte. Rogers, die mit Lucille Ball befreundet war, überzeugte den Produzenten Pandro S. Berman, Ball eine Rolle in Bühneneingang zu geben. Ann Miller war 14 Jahre alt, als der Film gedreht wurde, weshalb sie sich mit einer gefälschten Geburtsurkunde älter gemacht hatte, um eine Rolle im Film spielen zu können. Die renommierte Theaterschauspielerin Constance Collier, die im Film Miss Luther spielte, war auch im wahren Leben zeitweise Schauspiellehrerin von Katharine Hepburn, als diese in den 1950er Jahren in einer Reihe von Shakespeare-Stücken auf Tournee ging.

## Rezeption

### Veröffentlichung
Bühneneingang hatte am 7. Oktober 1937 in New Yorks Radio City Music Hall Premiere und kam am darauffolgenden Tag in die US-amerikanischen Kinos. Da Katharine Hepburn nach einer Reihe von Flops als Kassengift galt, musste sie sich den obersten Platz auf den Filmplakaten mit der seinerzeit beliebteren Ginger Rogers teilen. Für ihre Darbietung in Bühneneingang erhielt Hepburn die besten Kritiken seit langem, Rogers wiederum wurde nach ihrer jahrelangen Zusammenarbeit mit Fred Astaire nicht mehr nur als Tänzerin, sondern auch als talentierte Schauspielerin anerkannt, was ihr zahlreiche neue Rollenangebote abseits der Filmmusicals bescherte. Auch Lucille Ball wurde für ihre Darbietung von den Kritikern gelobt, was eine Erneuerung ihres RKO-Vertrags zur Folge hatte.
Trotz der guten zeitgenössischen Kritiken blieb das Einspielergebnis hinter den Erwartungen zurück. Die Produktion des Films hatte ca. 900.000 Dollar gekostet. Das Einspielergebnis soll zwei Millionen Dollar betragen haben, andere Quellen sprechen jedoch von lediglich 81.000 Dollar Gewinn. In Österreich kam der Film im Jahr 1938 unter dem Titel Rivalinnen in den Verleih. In Deutschland wurde er erstmals am 8. Februar 1977 vom Bayerischen Rundfunk im Fernsehen gezeigt. Bei einer Retrospektive wurde Bühneneingang im Mai 2001 bei den Internationalen Filmfestspielen von Cannes wiederaufgeführt.

### Kritiken
Variety fand den Film „bisweilen lustig, hin und wieder effektiv, was die Emotionalität betrifft, und allgemein erfrischend und unterhaltsam“. Frank S. Nugent von der New York Times lobte die „Drehungen und Wendungen der Geschichte“ als nachvollziehbar. Regisseur Gregory La Cava habe dem Film „Würze und Tempo“ und zudem eine „fotografische Eloquenz“ verliehen. Die schauspielerischen Leistungen seien „unheimlich gut“. Vor allem Katharine Hepburn und Ginger Rogers hätten so viel besser gespielt als sonst, „dass man sie, offen gesagt, kaum wiedererkennt“.
Laut Hollywood Reporter sei Hepburn „nie zuvor besser besetzt“ gewesen. Die Rolle der Tochter aus reichem Hause, „die sich als Schauspielerin versucht“, habe Hepburn „mit großer Aufrichtigkeit“ gespielt. Auch bekomme das Publikum eine „neue Ginger Rogers“ zu sehen, die die Zuschauer „mögen“ würden. Das Life-Magazin nannte Rogers „eine talentierte Komikerin“, während Hepburn, „wie ihre frühen Filme andeuteten, die vielleicht beste Filmschauspielerin“ sei. Für die Filmkritikerin Pauline Kael war Bühneneingang „[e]ine der herausragenden und unterhaltsamsten Komödien der 1930er Jahre – trotz ihrer tragischen und anrührenden Momente“. Hepburn und Rogers seien „ein wunderbar spritziges Duo“.
„Ziemlich oberflächlicher, auch formal eher bescheidener Film, der allerdings exzellente Darstellerleistungen vorzuweisen hat“, urteilte hingegen das Lexikon des internationalen Films. Der Evangelische Filmbeobachter attestierte dem Film „eine thematische Seichtheit sondersgleichen“, ferner „die Umgehung jedes ernsthaften Problems und die Abwesenheit jeglichen formalen Höhepunktes“. Geschuldet sei dies jedoch auch „dem damaligen Zeitgeist und -geschmack“. Das nüchterne Fazit lautete: „Ein wässeriges und trauriges Spektakel.“

### Auszeichnungen
Bei der Oscarverleihung 1938 war der Film in den vier Kategorien Bester Film, Beste Regie, Bestes adaptiertes Drehbuch und Beste Nebendarstellerin (Andrea Leeds) nominiert, ging jedoch leer aus. Gregory La Cava konnte als bester Regisseur den New York Film Critics Circle Award gewinnen.